# 6-ossoesanoato deidrogenasi
La 6-ossoesanoato deidrogenasi è un enzima appartenente alla classe delle ossidoreduttasi, che catalizza la seguente reazione:
6-ossoesanoato + NADP+ + H2O ⇄ adipato + NADPH + 2 H+
L'enzima fa parte dell'ultima reazione della via di degradazione del cicloesanolo nel batterio Acinetobacter sp.